# Mauro Scocco
Mauro Scocco, né en 1962 à Stockholm, est un chanteur suédois. C'est le frère de l'économiste Sandro Scocco.

## Discographie
- Mauro Scocco (1988)
- Dr. Space Dagbok (1990)
- Det Sjungande Trädet (1991)
- Ciao! (1992)
- 28 Grader i Skuggan (1994)
- Godmorgon Sverige (1996)
- Hits (1997)
- Tillbaks Till Världen (1999)
- Beat Hotel (2003)
- La Dolce Vita - Det Bästa 1982-2003 (2003)
- Herr Jimsons Äventyr (2005)
- Ljudet Av Tiden Som Går (2007)
- Saker Som Jag Gjort : texter & noter - prosa & bilder (2007) [Libro + 3 CD]
- Musik för nyskilda (2011)